# Cirje
Cirje – wieś w Słowenii, w gminie Krško. W 2018 roku liczyła 85 mieszkańców.